# Монети Київського удільного князівства (1363–1394)
Монети Київського удільного князівства карбувалися зі срібла за часів князювання Київського князя Володимира Ольгердовича (1362–1394). 

## Історія

Монети із Сосницького скарбу

Впродовж 1362—1394 років Київським удільним Князівством правив Володимир Ольгердович. Вдало вміючи використовувати протиріччя поміж Улусом Джучі, Московським князівством та Великим князівством Литовським, він зумів домогтися для свого володіння окремого статусу серед інших удільних князівств у складі Великого князівства Литовського, підтримуючи з державами лише дипломатичні відносини. У 1354 році від хана Золотої орди Джанібека він отримав дозвіл на карбування власних монет, хоча ще не був володарем князівства. Ставши князем у 1362 році він отримав право на карбування власних монет від литовського князя Ольгерда.
Прихід до влади у Литві князя Вітовта (1393—1430), який дотримувався принципу централізації у політиці, призвів до поступового обмеження автономних прав Київського князівства. У 1394 році князь Володимир Ольгердович був позбавлений свого уділу, а його наступником став залежний від Вітовта Скиргайло Ольгердович (1395—1397). Київське карбування монет припинилося.

## Сосницький скарб
У 70-х роках XIX століття були перші спроби провести аналіз монет Володимира Ольгердовича, але на той час через малу їх кількість (було знайдено усього 40-50 монет київського князя, здебільшого поодинокі у скарбах) повністю дослідити матеріал було неможливо. У 1911 році у селищі Сосниці на Чернігівщині був знайдений скарб, який складався з 969 монет. У 70-х роках XX століття дослідники розробили детальний опис всіх різновидів монет часів Володимира Ольгердовича. На даний час відомо понад 1200 монет Володимира Ольгердовича, які походять з 17 скарбів та з поодиноких знахідок.

## Типи монет знайдених у Сосницькому скарбі
- 1) двохсторонні наслідування золотоординських монет хана Джанібека (1342–1357);
- 2) аверс монети із «вузлами щастя» і двохстрічковою напівкруглою легендою, реверс — наслідування монет Булак-хана (1370—1372, 1375);
- 3) аверс з княжим знаком, реверс — візерунок у вигляді сплетіння та кругова легенда з іменем князя (0,22 – 0,67 гр.);
- 4) аверс з княжим знаком, реверс — символ «IS» навколо якого кругова легенда з іменем князя (0,10 – 0,46 гр);
- 5) аверс з княжим знаком, реверс — хрест, навколо якого кругова легенда з іменем князя (0,10 – 0,42 гр.);
- 6 та 7) брактеати аверса, або реверса 5-го типу (0,10 – 0,30 гр.)[6].

Присутність у скарбах разом з монетами київського карбування золото-ординських, литовських, рязанських, польських та чеських грошових одиниць (а також київських вагових гривень), дає підстави для приблизного датування емісії окремих типів монет Володимира Ольгердовича. Монети 1, 2 типів карбувалися приблизно до 70-х років XIV ст.; 3 та частково 4 типів карбувалися до середини 70-х кінця, 80-х років XIV ст.; 4 (полегшеної ваги), 5, 6 та 7 типів, датовані приблизно другою половиною 80-х— початком 90-х років. Монети 1-4 типів знаходили в малій кількості, 4-7 типів монет знаходили більше. Це свідчило про поступове зростання масштабів карбування монет у Києві, завдяки якому до кінця XIV ст. вони стали домінуючими на грошовому ринку Наддніпрянщини. Характерною особливістю всіх основних типів київських монет є присутність на них княжого знаку, який трапляється на монетах різних модифікацій. Саме це виділяє їх серед тогочасних випусків інших удільних князівств Північно-Східної Русі та Литви.

## Наслідування джужидського данга

Київський данг (наслідування дангу джужидів)

В 1354 році Джанібек (1342—1357) надав дозвіл у Волинському, Галицькому та Київському князівствах на часткове самоврядування. Князь отримав дозвіл на карбування монет, але під наглядом ханської адміністрації в князівстві. Київське князівство карбувало монети, наслідуючи данги золотоординського хана Джанібека. Ця система проіснувала до 1362 року. На реверсі дангу карбувалася плетенка — «вузол щастя», який карбувався і на золотоординських монетах. Місце карбування та ім'я князя на цих монетах не зазначалися.

## Гріш

Гріш Володимира Ольгердовича з ескізом реверсу (1363-1394).jpg

Гріш Володимира Ольгердовича

Срібні гроші київського князя Володимира Ольгердовича карбувалися, як і всі інші монети князя, на кружальцях вирізаних із металевого листа. При такому способі не лишалося залишків срібла, що забезпечувався досить високий стандарт ваги монет. Такі монетні заготовки мали неправильну форму, як круглу так і овальну, різного діаметру (8—15 мм) та ваги (від 0,1 до 0,67 г). У давніх документах відсутні відомості про функціонування монетного двору у Києві. Тож їхнє місце карбування повністю не з'ясоване. Грошово-ваговою одиницею слугувала гривня (вага 204,75 гр.). Монетна стопа складалася з 300 монет на одну гривню срібла. Гроші карбували з 900 проби срібла, тоді як брактеати та денарії виготовлялися з 600, а часом і 500 проби.
На аверсі грошів зображувався княжий знак. Відомі декілька різновидів реверсів: сплетіння та легенда по колу з іменем князя та 2 різновид з літерами IS навколо кругової легенди. Вага цих монет складала від 0,10 до 0,67 гр. 
У 2017 році українським вченим А.Бойко-Гагаріним було опубліковано тогочасні підробки монет імітацій джучидських дангів Джанібека, карбованих в часи правління Володимира Ольгердовича.

## Денарій

Денарій Володимира Ольгердовича

На аверсі монет карбувався княжий знак, на реверсі — в крапковому обідку — плетенка (орнаментальний мотив). Денарії виготовлялися овальної форми з 500—600 проби срібла і мали вагу приблизно 0,26 — 0,46 гр..

## Брактеат
Відомі брактеати Володимира Ольгердовича знайдені в більшості серед монет Сосницького скарбу та поодинокі на території Замкової гори у Києві. Вага цих монет складала 0,10 — 0,12 гр. Діаметр 9 х 10 мм. На монеті зображувався хрест в крапковому обідку, в кутах крапки. Відомі також брактеати із зображенням княжого знаку.